# Ribeirão Santana
Ribeirão Santana är ett vattendrag i Brasilien.   Det ligger i delstaten Tocantins, i den centrala delen av landet, 700 km norr om huvudstaden Brasília.
I omgivningarna runt Ribeirão Santana växer i huvudsak städsegrön lövskog. Trakten runt Ribeirão Santana är nära nog obefolkad, med mindre än två invånare per kvadratkilometer.